# リード (カメラ)
リード（Reid ）とは、イギリスがエルンスト・ライツ（現ライカ）から設計図を接収し製造させたコピーライカカメラである。

## 概要
イギリス軍は第二次世界大戦中カメラの不足に悩まされ、市民からライカを供出させ管理番号を刻印して使用することでしのいだ。その経験から敗戦国ドイツを占領した際エルンスト・ライツの工場よりライカIIIbの設計図を接収し、その設計図に基づいてリード&シギリスト（Reid & Sigrist ）に製造させるようになった。その経緯からほとんどがイギリス軍に納入され、背に赤文字で管理番号が刻印されている。質感は本家ライカより上質。レンズマウントは当然ライカLマウントを使用し、テーラーホブソン製クック・アナスチグマット2inF2が装着されている。
同様にアメリカ軍は戦中からプレミア・インストゥルメントにカードンを開発させ戦後製造開始、日本軍は戦中から光学精機（後のニッカカメラ）にニッポンカメラを製造させている。
製品一覧
I型(1958-1962) leitz C型ボデイに類似
Ia型(1959-1959) ダブルシュー化
II型(1959-1959) 距離計搭載、連動 スロー無
III型 TypeI (1951-1964) シンクロ無 スロー有
III型 TypeII (1953-1964) シンクロ有 スロー有
全型番累計生産台数 約500台
一般販売は原則無く、イギリス軍に軍用用途納品。